# سكين الطباخ

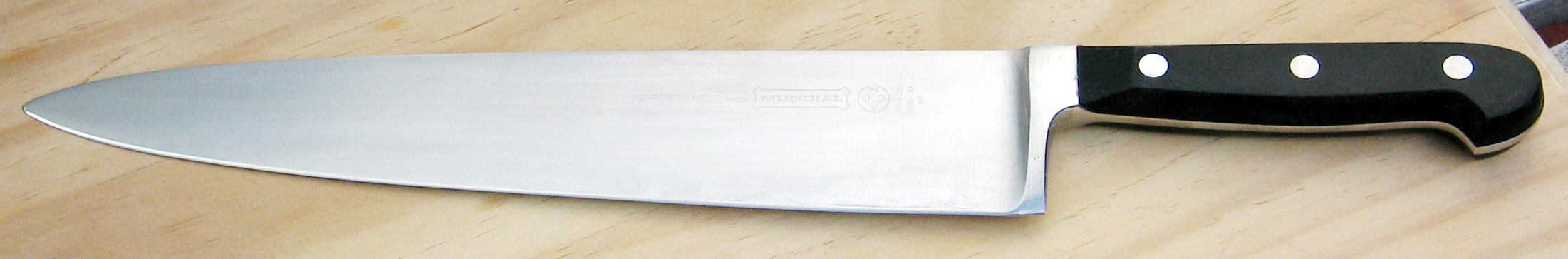
سكين الطباخ

في المطبخ يعرف سكين الطباخ أيضاً بسكين الطاهي أو أيضا باسم سكين المطبخ، هو أداة القطع المستخدمة في إعداد الطعام. تم تصميم سكين الطاهي أصلا لتشريح وفصل القطع الكبيرة من لحم البقر. واليوم هو السكين الأساسي المرافق لمعظم الطهاة الغربيين.